# Lijst van brutoformules H10
Dit lemma is onderdeel van de lijst van brutoformules. Dit lemma behandelt de brutoformules die met 10 t/m 19 waterstofatomen beginnen.

## H10
| Brutoformule                           | Gewone formule                                | Naam                                                                                       |
| -------------------------------------- | --------------------------------------------- | ------------------------------------------------------------------------------------------ |
| {\displaystyle {\ce {H10Al2N2O17Si6}}} | {\displaystyle {\ce {(NH4)2Al2(Si3O8)2.H2O}}} | Buddingtoniet                                                                              |
| {\displaystyle {\ce {H10B4}}}          | {\displaystyle {\ce {B4H10}}}                 | Tetraboraan; ook wel: tetraboraan(10) ~ als boraan                                         |
| {\displaystyle {\ce {H10B6}}}          | {\displaystyle {\ce {B6H10}}}                 | Hexaboraan(10) ~ als boraan                                                                |
| {\displaystyle {\ce {H10B6Ca2O16}}}    | {\displaystyle {\ce {Ca2B6O11.5H2O}}}         | Colemaniet                                                                                 |
| {\displaystyle {\ce {H10Ca5O22Si6}}}   | {\displaystyle {\ce {Ca5Si6O16(OH)2.4H2O}}}   | Tobermoriet 1 ~ als vorm van Tobermoriet                                                   |
| {\displaystyle {\ce {H10B10}}}         | {\displaystyle {\ce {B10H10^{2-}}}}           | Decaboraan(10) ~ als boraan                                                                |
| {\displaystyle {\ce {H10Ca5O22Si6}}}   | {\displaystyle {\ce {Ca5Si6O16(OH)2.4H2O}}}   | Tobermoriet 1 ~ als vorm van tobermoriet                                                   |
| {\displaystyle {\ce {H10CuO9S}}}       | {\displaystyle {\ce {CuSO4.5H2O}}}            | Koper(II)sulfaat pentahydraat ~ en kristalwater ~ als koper(II)sulfaat ~ in Bordeauxse pap |
| {\displaystyle {\ce {H10FeO9S}}}       | {\displaystyle {\ce {FeSO4.5H2O}}}            | IJzer(II)sulfaat pentahydraat ~ als ijzer(II)sulfaat (hydraat), siderotiel                 |
| {\displaystyle {\ce {H10N2Si3}}}       | {\displaystyle {\ce {(H3Si)NHSiH2NH(SiH3)}}}  | Trisilazaan ~ als silazaan                                                                 |
| {\displaystyle {\ce {H10Na2O5S}}}      | {\displaystyle {\ce {Na2S.5H2O}}}             | Natriumsulfide pentahydraat ~ als natriumsulfide                                           |
| {\displaystyle {\ce {H10MnO9}}}        | {\displaystyle {\ce {MnSO4.5H2O}}}            | Mangaan(II)sulfaat pentahydraat ~ als mangaan(II)sulfaat                                   |
| {\displaystyle {\ce {H10O9Si2}}}       | {\displaystyle {\ce {H10Si2O9}}}              | Pentahydrokiezelzuur                                                                       |
| {\displaystyle {\ce {H10Si4}}}         | {\displaystyle {\ce {Si4H10}}}                | Tetrasilaan ~ als silaan                                                                   |

## H11
| Brutoformule                         | Gewone formule                                                                                          | Naam      |
| ------------------------------------ | --- | --------- |
| {\displaystyle {\ce {H11B4Be8FO19}}} | {\displaystyle {\ce {Be8(BO3)4(OH)3F.4H2O}}} of {\displaystyle {\ce {Be2(BO3)(OH)_{0,75}F_{0,25}.H2O}}} | Berboriet |

## H12
| Brutoformule                              | Gewone formule                                   | Naam                                                                                                   |
| ----------------------------------------- | ------------------------------------------------ | --- |
| {\displaystyle {\ce {H12AlF6N4}}}         | {\displaystyle {\ce {(NH4)3AlF6}}}               | Ammoniumhexafluoraluminaat ~ in synthese aluminiumfluoride                                             |
| {\displaystyle {\ce {H12AlI3O6}}}         | {\displaystyle {\ce {AlI3.6H2O}}}                | Aluminiumjodidehexahydraat ~ ontstaat bij synthese van aluminiumjodide uit waterige oplossingen        |
| {\displaystyle {\ce {H12Al4Mg7O27Si4}}}   | {\displaystyle {\ce {Mg7Al4Si4O15(OH)12}}}       | Dozyiet                                                                                                |
| {\displaystyle {\ce {H12Al5Ca2NaO26Si5}}} | {\displaystyle {\ce {NaCa2(Al5Si5O20).6H2O}}}    | Thomsoniet-Ca                                                                                          |
| {\displaystyle {\ce {H12BO10P}}}          | {\displaystyle {\ce {BPO4.6H2O}}}                | Boorfosfaathexahydraat ~ als boorfosfaat                                                               |
| {\displaystyle {\ce {H12B8}}}             | {\displaystyle {\ce {B8H12}}}                    | hexaboraan(12) ~ als boraan                                                                            |
| {\displaystyle {\ce {H12B12}}}            | {\displaystyle {\ce {B12H12}}}                   | Dodecaboraan(12) ~ als boraan                                                                          |
| {\displaystyle {\ce {H12B12K2}}}          | {\displaystyle {\ce {K2B12H12}}}                 | Kaliumdodecaboraan(12) ~ als boraan                                                                    |
| {\displaystyle {\ce {H12CaCuO17S}}}       | {\displaystyle {\ce {CaCu4(SO4)2 (OH)6.3(H2O)}}} | Devillien                                                                                              |
| {\displaystyle {\ce {H12CaO15Si2U}}}      | {\displaystyle {\ce {CaH2(SiO4)2(UO2).5(H2O)}}}  | Uranofaan                                                                                              |
| {\displaystyle {\ce {H12CaO18U2V2}}}      | {\displaystyle {\ce {Ca(UO2)2(VO4)2.6H2O}}}      | Tyuyamuniet                                                                                            |
| {\displaystyle {\ce {H12Cl3CrO6}}}        | {\displaystyle {\ce {CrCl3.6H2O}}}               | Chroom(III)chloridehexahydraat ~ als chroom(III)chloride                                               |
| {\displaystyle {\ce {H12Cl3DyO6}}}        | {\displaystyle {\ce {DyCl3.6H2O}}}               | Dysprosium(III)chloridehexahydraat ~ als dysprosium(III)chloride                                       |
| {\displaystyle {\ce {H12Cl3FeO6}}}        | {\displaystyle {\ce {FeCl3.6H2O}}}               | IJzer(III)chloridehexahydraat                                                                          |
| {\displaystyle {\ce {H12Cl3KMgO6}}}       | {\displaystyle {\ce {KMgCl3.6H2O}}}              | Carnalliet                                                                                             |
| {\displaystyle {\ce {H12CuN4O4S}}}        | {\displaystyle {\ce {Cu(NH3)4SO4}}}              | Tetramminekoper(II)sulfaat                                                                             |
| {\displaystyle {\ce {H12FeO10S}}}         | {\displaystyle {\ce {FeSO4.6H2O}}}               | IJzer(II)sulfaathexahydraat ~ als ijzer(II)sulfaathydraat, ferrohexahydriet                            |
| {\displaystyle {\ce {H12MgN2O12}}}        | {\displaystyle {\ce {Mg(NO3)2.6H2O}}}            | Magnesiumnitraathexahydraat ~ als magnesiumnitraat                                                     |
| {\displaystyle {\ce {H12Mg4O21Si6}}}      | {\displaystyle {\ce {Mg4Si6O15.6H2O}}}           | Sepioliet                                                                                              |
| {\displaystyle {\ce {H12N3O4P}}}          | {\displaystyle {\ce {(NH4)3PO4}}}                | Ammoniumfosfaat ~ Ook wel triammoniumfosfaat, met name naast mono- en diammoniumfosfaat ~ in kunstmest |
| {\displaystyle {\ce {H12Na2O13U2}}}       | {\displaystyle {\ce {Na2U2O7.6H2O}}}             | Natriumdiuranaathexahydraat ~ als natriumdiuranaat                                                     |
| {\displaystyle {\ce {H12Si5}}}            | {\displaystyle {\ce {Si5H12}}}                   | Pentasilaan ~ als silaan                                                                               |
| {\displaystyle {\ce {H12Si6}}}            | {\displaystyle {\ce {Si6H12}}}                   | Cyclohexasilaan ~ als silaan                                                                           |

## H13
| Brutoformule                              | Gewone formule | Naam     |
| ----------------------------------------- | --- | -------- |
| {\displaystyle {\ce {H13Al4Ca6F15O17S2}}} | {\displaystyle {\ce {Ca6Al4(SO4)2F15(OH)5.4(H2O)}}} of {\displaystyle {\ce {Ca3Al2(SO4)F_{7,5}(OH)_{2,5}.2(H2O)}}} | Creediet |

## H14
| Brutoformule                            | Gewone formule                                      | Naam                                                                                             |
| --------------------------------------- | --------------------------------------------------- | ------------------------------------------------------------------------------------------------ |
| {\displaystyle {\ce {H14B6MgO17}}}      | {\displaystyle {\ce {MgB6O10.7H2O}}}                | Admontiet                                                                                        |
| {\displaystyle {\ce {H14B8}}}           | {\displaystyle {\ce {B8H14}}}                       | Octaboraan(14) ~ als boraan                                                                      |
| {\displaystyle {\ce {H14B10}}}          | {\displaystyle {\ce {B10H14}}}                      | decaboraan; ook wel: decaboraan(14) ~ als boraan                                                 |
| {\displaystyle {\ce {H14B12O17Zn4}}}    | {\displaystyle {\ce {(ZnO)4.(B2O)6.7H2O}}}          | vorm van zinkboraat                                                                              |
| {\displaystyle {\ce {H14B12O23Zn4}}}    | {\displaystyle {\ce {(ZnO)4.(B2O3)6.7H2O}}}         | vorm van zinkboraat                                                                              |
| {\displaystyle {\ce {H14Ca3Fe10O45P8}}} | {\displaystyle {\ce {Ca3Fe^{3+}10(PO4)8(OH)12H2O}}} | Richelliet                                                                                       |
| {\displaystyle {\ce {H14CuN4O5S}}}      | {\displaystyle {\ce {[Cu(NH3)4]SO4.H2O}}}           | Tetramminekoper(II)sulfaatmonohydraat                                                            |
| {\displaystyle {\ce {H14FeO11S}}}       | {\displaystyle {\ce {FeSO4.7H2O}}}                  | IJzer(II)sulfaat heptahydraat; ook wel: ijzervitriool ~ als ijzer(II)sulfaathydraat, melanteriet |
| {\displaystyle {\ce {H14Fe2Mo3O19}}}    | {\displaystyle {\ce {Fe2^{3+}(MoO4)3.7H2O}}}        | Ferrimolybdiet                                                                                   |
| {\displaystyle {\ce {H14MgO11S}}}       | {\displaystyle {\ce {MgSO4.7H2O}}}                  | Mangaansulfaatheptahydraat ~ als epsomiet                                                        |
| {\displaystyle {\ce {H14MgNi3O23Si6}}}  | {\displaystyle {\ce {Ni3MgSi6O15(OH)2.6(H2O)}}}     | Falcondoiet                                                                                      |
| {\displaystyle {\ce {H14MnO11S}}}       | {\displaystyle {\ce {MnSO4.7H2O}}}                  | Mangaan(II)sulfaatheptahydraat ~ als mangaansulfaat                                              |
| {\displaystyle {\ce {H14Si6}}}          | {\displaystyle {\ce {Si6H14}}}                      | Hexasilaan ~ als silaan                                                                          |

## H15
| Brutoformule                         | Gewone formule                                   | Naam                                                                  |
| ------------------------------------ | ------------------------------------------------ | --------------------------------------------------------------------- |
| {\displaystyle {\ce {H15FeMgO16S2}}} | {\displaystyle {\ce {MgFe^{3+}(SO4)2(OH).7H2O}}} | Botryogeen                                                            |
| {\displaystyle {\ce {H15Na2O11P}}}   | {\displaystyle {\ce {Na2HPO4.7H2O}}}             | Dinatriumwaterstoffosfaatheptahydraat ~ als dinatriumwaterstoffosfaat |

## H16
| Brutoformule                            | Gewone formule                                  | Naam                                                  |
| --------------------------------------- | ----------------------------------------------- | ----------------------------------------------------- |
| {\displaystyle {\ce {H16Al2Cu4O18S}}}   | {\displaystyle {\ce {Cu4Al2(SO4)(OH)12.2H2O}}}  | Cyanotrichiet                                         |
| {\displaystyle {\ce {H16Ca2Na2O38Si9}}} | {\displaystyle {\ce {Na2Ca2Al6Si9O30.8(H2O)}}}  | Mesoliet                                              |
| {\displaystyle {\ce {H16As2Co3O16}}}    | {\displaystyle {\ce {Co3(AsO4)2.8H2O}}}         | Erythriet                                             |
| {\displaystyle {\ce {H16B2Na2O14}}}     | {\displaystyle {\ce {Na2B2O10.4h2O}}}           | Dinatriumperboraattetrahydraat ~ als natriumperboraat |
| {\displaystyle {\ce {H16B5CaNaO17}}}    | {\displaystyle {\ce {NaCaB5O6(OH)6.5(H2O)}}}    | Ulexiet                                               |
| {\displaystyle {\ce {H16B8}}}           | {\displaystyle {\ce {B8H16}}}                   | Octaboraan(16) ~ als boraan                           |
| {\displaystyle {\ce {H16Ca4FKO28Si8}}}  | {\displaystyle {\ce {KCa4(Si4O10)2F.8H2O}}}     | Apofylliet                                            |
| {\displaystyle {\ce {H16CuO20P2U2}}}    | {\displaystyle {\ce {Cu(UO2)2(PO4)2.8H2O}}}     | Metatorberniet                                        |
| {\displaystyle {\ce {H16MgNO10P}}}      | {\displaystyle {\ce {Mg(NH4)PO4.6H2O}}}         | Struviet                                              |
| {\displaystyle {\ce {H16N6O12S3}}}      | {\displaystyle {\ce {[N3H8^{3+}]2[SO2^{2-}]3}}} | Triazanionsulfaat ~ als zout van Triazaan             |
| {\displaystyle {\ce {H16Si7}}}          | {\displaystyle {\ce {Si7H16}}}                  | Heptasilaan ~ als silaan                              |

## H18
| Brutoformule                            | Gewone formule                              | Naam                                                                            |
| --------------------------------------- | ------------------------------------------- | ------------------------------------------------------------------------------- |
| {\displaystyle {\ce {H18AlN3O18}}}      | {\displaystyle {\ce {Al(NO3)3.9(H2O)}}}     | Aluminiumnitraatnonahydraat ~als aluminiumnitraat                               |
| {\displaystyle {\ce {H18Al4Ca2O25Si4}}} | {\displaystyle {\ce {Ca2Al4Si4O16.9(H2O)}}} | Gismondien                                                                      |
| {\displaystyle {\ce {H18Br3CoN6}}}      | {\displaystyle {\ce {Co(NH3)6Cl3}}}         | Hexamminekobalt(III)bromide ~ in vergelijking met: hexamminekobalt(III)chloride |
| {\displaystyle {\ce {H18Cl3CoN6}}}      | {\displaystyle {\ce {Co(NH3)6Cl3}}}         | Hexamminekobalt(III)chloride                                                    |
| {\displaystyle {\ce {H18CoN9O9}}}       | {\displaystyle {\ce {Co(NH3)6Cl3}}}         | Hexamminekobalt(III)nitraat ~ in vergelijking met: hexamminekobalt(III)chloride |
| {\displaystyle {\ce {H18Cu4O21TeZn8}}}  | {\displaystyle {\ce {Zn8Cu4(TeO3)3(OH)18}}} | Quetzalcoatliet                                                                 |
| {\displaystyle {\ce {H18Na2O9S}}}       | {\displaystyle {\ce {Na2S.9H2O}}}           | Natriumsulfidenonahydraat ~ als natriumsulfide                                  |